# Tümer Metin
Tümer Metin (* 14. Oktober 1974 in Kozlu in der Provinz Zonguldak) ist ein türkischer TV-Fußballkommentator und ehemaliger Fußballspieler.

## Karriere

### Fußballkarriere

#### Im Verein

##### Die Anfänge
Tümer Metin begann seine Profifußballkarriere in der Saison 1993/94 beim türkischen Drittligisten Kilimli Belediyespor. Nach einer Saison wechselte er zum damaligen türkischen Zweitligisten Zonguldakspor und absolvierte 94 Pflichtspiele und schoss 17 Tore in drei Jahren.

##### Samsunspor
Im September 1997 kurz nach Beginn der Spielzeit 1997/98 wurde der 23-Jährige zum türkischen Erstligisten Samsunspor transferiert. In seiner ersten Saison erreichte Tümer Metin mit seiner Mannschaft den fünften Platz in der Liga und qualifizierten sich für den UEFA Intertoto Cup. Später im Juli 1998 feierte er sein Europapokaldebüt im Hinspiel der zweiten Runde des UEFA Intertoto Cups gegen Lyngby BK. Mit den Rot-Weißen gelang Tümer Metin bis ins Halbfinale des Europapokals einzuziehen und schieden gegen den späteren UEFA-Intertoto-Cup-Sieger Werder Bremen aus.
In seiner letzten Saison (2000/01) bei Samsunspor zeigte er seine beste Leistung, indem Tümer Metin in 32 Ligaspielen zehn Tore schoss als Mittelfeldspieler. Er absolvierte in vier Jahren über 100 Pflichtspiele und schoss mehr als zehn Tore.

##### Beşiktaş Istanbul
Im Sommer 2001 wechselte der 27-jährige gemeinsam mit seinem Mannschaftskollegen İlhan Mansız ablösefrei zum Traditionsverein Beşiktaş Istanbul, da sein Vertrag bei seinem vorherigen Verein ausgelaufen war. In der Spielzeit 2001/02 schoss er das Golden Goal in der Verlängerung zum 3:2-Sieg im Viertelfinale des türkischen Pokals, somit zog seine Mannschaft ins Halbfinale ein. Später erreichten sie das türkische Pokalfinale, aber verloren dies gegen Kocaelispor.
In der Folgesaison errang Tümer Metin mit den Schwarz-Weißen im 100-jährigen Vereinsbestehen die türkische Meisterschaft (2003), außerdem erreichten sie das Viertelfinale des UEFA-Pokals.
In der Spielzeit 2003/04 qualifizierte sich Beşiktaş Istanbul als amtierender türkischer Meister der vergangenen Saison für die UEFA Champions League und er bestritt im September 2003 sein UEFA-Champions-League-Debüt gegen Lazio Rom. Im Januar 2004 verlängerte Tümer Metin seinen Vertrag vorzeitig bis Juni 2006, bevor es am Saisonende ausgelaufen wäre und plante bis zu seinem Karriereende hier zu spielen.
In seiner letzten Saison (2005/06) bei Beşiktaş Istanbul gewann er mit seiner Mannschaft am 3. Mai 2006 den türkischen Pokal, bezwangen im Finale den Ortsrivalen Fenerbahçe Istanbul. Tümer Metin hatte maßgeblichen Anteil am Gewinn des Pokaltitels, indem er drei Tore in sieben Pokalspieleinsätzen schoss. Davon hat Tümer Metin zwei im Pokalfinale, die 1:0-Führung und den 3:2-Sieg (n. V.) in der 113. Spielminute geschossen.

##### Fenerbahçe Istanbul
Gegen Ende Mai 2006 wurde bekannt, dass der 31-jährige ablösefrei zur Spielzeit 2006/07 zu Fenerbahçe Istanbul wechseln würde und unterschrieb daraufhin dort einen Dreijahresvertrag, weil sein Vertrag ausgelaufen war bei seinem vergangenen Verein. Mit diesem Wechsel zum Ortsrivalen zog er den Unmut von Beşiktaş Istanbul und deren Anhängern, weil Tümer Metin während seiner Zeit bei den Schwarz-Weißen getätigten Aussagen, wie er würde niemals für eine Mannschaft in der Türkei außer Beşiktaş spielen.
Sein erstes Pflichtspiel für die Gelb-Dunkelblauen bestritt Tümer Metin am 26. Juli 2006 in der zweiten Qualifikationsrunde der UEFA Champions League gegen B36 Tórshavn und feierte zugleich auch sein Tordebüt bei seiner neuen Mannschaft. Und zehn Tage später in seinem zweiten Pflichtspieleinsatz bzw. erstes Ligaspiel schoss er sein nächstes Tor am ersten Spieltag gegen Kayseri Erciyesspor, somit hatte Tümer Metin einen super Einstand. Im Mai 2007 errang er auch im hundertjährigen Vereinsjubiläum von Fenerbahçe Istanbul die türkische Meisterschaft (2007) vor Beşiktaş Istanbul. Somit ist Tümer Metin der einzige Fußballspieler weltweit, der das hundertjährige Jubiläum eines türkischen Sportvereins zweimal mit einer Fußball-Meisterschaft feiern konnte.

###### AE Larisa (Leihe)
In der Hinrunde der Saison 2007/08 kam er verletzungsbedingt bei den Gelb-Dunkelblauen selten zum Einsatz und verlor mit der Zeit seinen Stammplatz der vergangenen Spielzeit am linken Flügel an die jüngeren Gökçek Vederson und Uğur Boral, deswegen wurde Tümer Metin im Januar 2008 für den Rest der Saison zum amtierenden griechischen Pokalsieger AE Larisa ausgeliehen. Er schoss dort fünf Tore in neun Ligaspielen.

###### Rückkehr zu Fenerbahçe Istanbul
Nach seinem halbjährigen Engagement in Griechenland kehrte Tümer Metin zurück und an seiner Situation bei Fenerbahçe SK verschlimmerte sich. Kam in der Hinrunde der Spielzeit 2008/09 zu einem Pflichtspieleinsatz im türkischen Pokal und das nur für eine Halbzeit, außerdem plagte er sich wieder mit Verletzungen und hatte starke Konkurrenz im Spielerkader.

##### AE Larisa
In der Rückrunde der Saison 2008/09 wechselte der 34-jährige im Februar 2009 erneut zum griechischen Erstligisten AE Larisa, aber diesmal fest. Er spielte die nächsten zweieinhalb Jahre für Larisa und absolvierte 63 Ligaspiele und schoss 16 Tore.

##### AO Kerkyra
Nach dem Abstieg 2011 mit AE Larisa wechselte Tümer Metin zum griechischen Erstligisten AO Kerkyra und unterzeichnete dort einen Einjahresvertrag. Für die er am 28. August 2011 im Spiel gegen Panathinaikos Athen debütierte, indem Tümer Metin in der 60. Spielminute eingewechselt wurde. Am 10. Dezember 2011 gab der 37-jährige schließlich bekannt, dass er seine aktive Laufbahn aus gesundheitlichen Gründen sofort beenden werde.

#### In der Nationalmannschaft

##### Die Anfänge
Aufgrund seiner Leistungen beim amtierenden Tabellenführenden der Süper Lig Beşiktaş Istanbul wurde der 28-jährige Tümer Metin vom Nationaltrainer Şenol Güneş im Dezember 2002 zum ersten Mal in die türkische A-Nationalmannschaft berufen für ein Freundschaftsturnier in Dubai im Januar 2003, welches die Türkei im späteren Verlauf ihre Teilnahme absagte. Somit verschob sich sein Länderspieldebüt auf den 12. Februar 2003 für die türkische A-Nationalmannschaft, im Freundschaftsspiel gegen die Ukraine. Die nächsten sechs Monate wurde er für die türkische A-Auswahl nicht berücksichtigt, dadurch verpasste er die Teilnahme am FIFA Confed-Cup 2003 in Frankreich.

##### UEFA Euro 2004 / Qualifikation
Im August 2003 erhielt Tümer Metin eine weitere Berufung in die Nationalmannschaft um sich zu beweisen. Darauffolgenden Monat schoss er in seinem dritten A-Länderspiel sein erstes Tor beim 3:0-Sieg im Qualifikationsspiel zur Europameisterschaft 2004 gegen Liechtenstein. Qualifizierten sie sich als Gruppenzweite in ihrer Qualifikationsgruppe für die Relegationsspiele im November 2003, wo Tümer Metin in beiden Spielen zum Einsatz kam, obwohl er anfangs nicht eingeplant war für den Kader vom Nationaltrainer. Tümer Metin wurde für ein Verletztenspieler in die Auswahl nachnominiert. Scheiterten knapp an Lettland und verpassten die Teilnahme an der Endrunde der UEFA Euro 2004 in Portugal.
Im März 2004 nach der verpassten Qualifikation zur Europameisterschaft wurde der Vertrag von Nationaltrainer Şenol Güneş aufgelöst, daraufhin im Folgemonat unter dem neuen Nationaltrainer Ersun Yanal wurde er nicht mehr für die türkische Auswahl berufen.

##### FIFA World Cup 2006 / Qualifikation
Der 30-jährige Tümer Metin wurde erst wieder für die Nationalmannschaft nominiert unter dem neuen Nationaltrainer Fatih Terim, der seit dem August 2005 im Amt war. Im September und Oktober 2005 schoss er wichtige Tore; in den letzten drei Qualifikationsspielen der Gruppenphase zur Weltmeisterschaft 2006 die 2:1-Führung gegen Dänemark, den 1:0-Sieg gegen die Ukraine und auch den 1:0-Sieg gegen Albanien. Qualifizierten sie sich erneut als Gruppenzweite in ihrer Qualifikationsgruppe für die Relegationsspiele im November 2005, wo Tümer Metin ebenfalls in beiden Spielen zum Einsatz kam. Scheiterten wieder, aber diesmal an der Schweiz wegen der Auswärtstorregel und verpassten die Teilnahme an der Endrunde des FIFA World Cups 2006 in Deutschland.

##### UEFA Euro 2008 / Qualifikation
Bei den Qualifikationsspielen zur Europameisterschaft 2008 kam Tümer Metin zu sechs Einsätzen und schoss jeweils ein Tor bei den Siegen gegen Malta und Griechenland, wo er von Beginn an spielen durfte. Qualifizierten sie sich als Gruppenzweite diesmal direkt für die Endrunde der UEFA Euro 2008 in Österreich und der Schweiz.
Im Mai 2008 war der 33-jährige in einer guten Verfassung, deswegen nominierte Fatih Terim ihn für das endgültige Aufgebot für die Europameisterschaft. Außerdem gehörte Tümer Metin zu den ältesten, zuverlässigsten und konstansten Mittelfeldspielern im Aufgebot. Tümer Metin kam im zweiten Vorrundenspiel der Gruppenphase gegen die Schweiz zum Einsatz und im weiteren Verlauf des Turniers laborierte er an einer Leistenverletzung, ergänzend wurde er angeschlagen und geschwächt in den Schlussminuten im Halbfinale gegen Deutschland eingewechselt. Dieses Halbfinalspiel war sein letztes Länderspiel für die Türkei, nachdem Turnieraus gab Tümer Metin sein Karriereende in der Nationalmannschaft bekannt.

#### Erfolge

##### Verein

###### Beşiktaş Istanbul (2001–2006)
- Türkischer Meister: 2003
- Türkischer Pokalsieger: 2006

###### Fenerbahçe Istanbul (2006–2008)
- Türkischer Meister: 2007
- Türkischer Supercupsieger: 2007 (ohne Einsatz)

##### Nationalmannschaft
- UEFA-Europameisterschaft: Halbfinalist 2008 in Österreich und der Schweiz (2 Einsätze)

### TV-Karriere
Seit Februar 2012 war Tümer Metin nach seiner aktiven Fußballkarriere als TV-Kommentator tätig in einer Fußballsendung auf dem türkischen öffentlich-rechtlichen Fernsehsender TRT-Spor. Danach wechselte der 38-jährige im August 2012 zum türkischen Pay-TV Digiturk zum Fußball-Sender Lig TV. Er kommentiert gemeinsam mit Şansal Büyüka, Markus Merk und anfänglich Hakan Şükür, der später von der Sendung ausschied, die Sendung "Maraton".